# Spin 'n puke
Spin 'n puke is de informele verzamelnaam voor attractietypes die ronddraaien op meer dan één wijze.

## Attractiesoorten

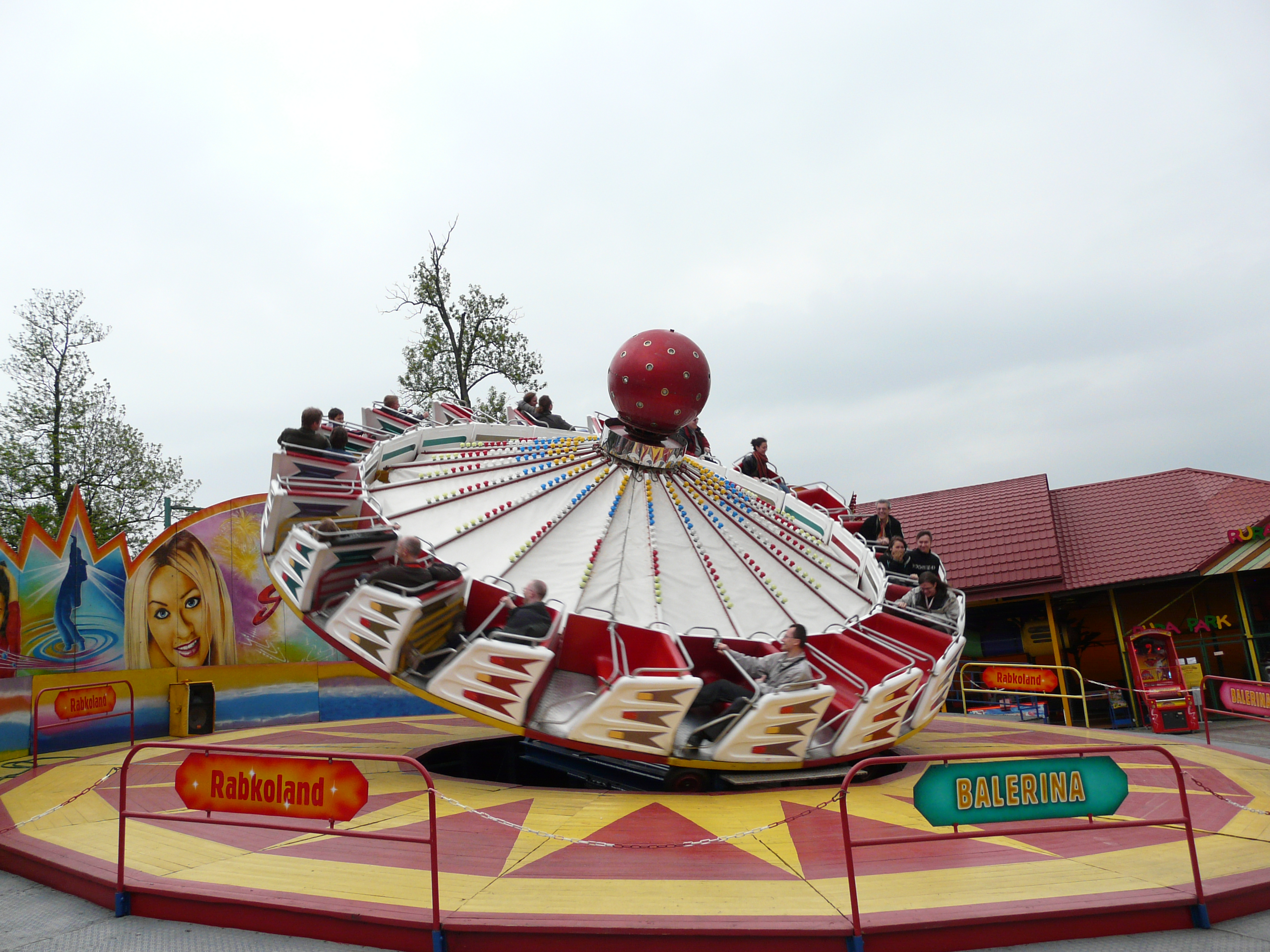
Een Hully Gully

Voorbeelden van attractiesoorten die onder de categorie spin 'n puke vallen zijn:
- Booster
- Breakdance
- Calypso
- Condor
- Demolition Derby
- Enterprise
- Fly-o-plane
- Frisbee

- Hully Gully
- Polyp
- Robocoaster
- Rock-o-plane
- Roll-o-plane
- Round-up
- Sky Fly
- Swing Mill

- Theekopjesattractie
- Top Spin
- Topple Tower
- Troika
- Vliegend tapijt
- Waltzer
- Zipper